# Kataiya
Kataiya là một thành phố và là một khu vực quy hoạch (notified area) của quận Gopalganj thuộc bang Bihar, Ấn Độ.

## Nhân khẩu
Theo điều tra dân số năm 2001 của Ấn Độ, Kataiya có dân số 17.896 người. Phái nam chiếm 52% tổng số dân và phái nữ chiếm 48%. Kataiya có tỷ lệ 42% biết đọc biết viết, thấp hơn tỷ lệ trung bình toàn quốc là 59,5%: tỷ lệ cho phái nam là 53%, và tỷ lệ cho phái nữ là 30%. Tại Kataiya, 19% dân số nhỏ hơn 6 tuổi.